# Saint-Clair-de-la-Tour
Saint-Clair-de-la-Tour là một xã của tỉnh Isère, thuộc vùng Rhône-Alpes, đông nam nước Pháp.

## Geography
The Bourbre flows westward through the middle of the commune and crosses the village.